# Кеокеа (Хаваји)
Кеокеа (енгл. Keokea) насељено је место за статистичке потребе у америчкој савезној држави Хаваји. По попису становништва из 2010. у њему је живело 1.612 становника.

## Демографија
Према попису становништва из 2010. у граду је живело 1.612 становника.
| Група             | 2000.  | 2010.       |
| Белци             | . (.%) | 445 (27,6%) |
| Афроамериканци    | . (.%) | 12 (0,7%)   |
| Азијати           | . (.%) | 140 (8,7%)  |
| Хиспаноамериканци | . (.%) | 136 (8,4%)  |
| Укупно            | .      | 1.612       |